# 칠보고등학교
칠보고등학교(七寶高等學校)는 대한민국 전북특별자치도 정읍시 칠보면 시산리에 있는 공립 고등학교이다.

## 학교 연혁
- 1968년 11월 20일 : 칠보종합고등학교 인가
- 1969년 3월 5일 : 칠보종합고등학교 개교
- 1977년 3월 1일 : 중학교, 고등학교로 분리
- 2001년 3월 1일 : 칠보고등학교로 학교명 변경
- 2011년 3월 1일 : 학과개편 전기과를 그린에너지과로 개편
- 2018년 3월 1일 : 학과개편 그린에너지과를 전기과로 개편
- 2024년 2월 9일 : 제53회 졸업생 4명(연인원 4,508명 졸업)
- 2024년 3월 1일 : 제23대 김종천 교장 부임

## 설치 학과
- 전기과

## 참고 자료
- 칠보고등학교 - 한국교육학술정보원 학교알리미